# Tomer Ginat
Tomer Ginat (in ebraico תומר גינת‎?; Gesher HaZiv, 7 novembre 1994) è un cestista israeliano.

## Carriera
Con Israele ha disputato i Campionati europei del 2022.

## Palmarès

### Squadra
- Eurocup: 1

Hapoel Tel Aviv: 2024-2025

### Individuale
- All-Israeli League First Team: 2

Hapoel Tel Aviv: 2018-2019, 2019-2020